# Tephrosia subpraecox
Tephrosia subpraecox är en ärtväxtart som beskrevs av Arthur John Cronquist. Tephrosia subpraecox ingår i släktet Tephrosia och familjen ärtväxter. Inga underarter finns listade i Catalogue of Life.